# Domenico Moro (giurista)
Domenico Moro (Barile, 16 agosto 1703 – Napoli, 1763 circa) è stato un giurista e tipografo italiano.
Nato Leonardo Antonio Domenico Lo Moro, da Nicola e da Rosa di Palma, si dedicò agli studi giuridici che completò a Napoli e, una volta terminati, esercitò incarichi governativi in alcuni centri del Regno di Napoli. Stabilitosi nella città partenopea, iniziò l'avvocatura e aprì una tipografia in cui pubblicò le sue opere e di altri autori, tra cui il giurista Jacques Cujas (Jacopo Cuiacio). Moro morì a Napoli nel 1763 o qualche anno dopo.

## Opere
- Pratica civile, 4 volumi:
  -  Pratica civile, vol. 1, Napoli, Vincenzo Pauria, 1763.
  -  Pratica civile, vol. 2, Napoli, Vincenzo Pauria, 1763.
  -  Pratica civile, vol. 3, Napoli, Vincenzo Pauria, 1763.
  -  Pratica civile, vol. 4, Napoli, Vincenzo Pauria, 1764.
- Pratica criminale, 4 volumi.
- Del sindicato degli Ufficiali, 3 volumi.